# Jan-Długosz-Universität Częstochowa
Die Jan-Długosz-Universität Częstochowa (polnisch Uniwersytet Jana Długosza w Częstochowie) ist eine Hochschule in Częstochowa. Sie entstand am 1. Juni 2018 aus der Akademie, die am 1. Oktober 2004 aus der Pädagogischen Hochschule, die 1971 als Lehrerhochschule (poln. Wyższa Szkoła Nauczycielska) gegründet wurde.

## Geschichte
Im Jahr 1971 wurde auf Beschluss des Ministerrats die Fachhochschule für Lehrer in Częstochowa gegründet. Zunächst gab es zwei Fakultäten: Mathematik-Naturwissenschaften und Geisteswissenschaften-Pädagogik. Es arbeiteten 12 Dozenten und 10 Doktoren an der Schule.
Im Jahr 1974 wurden vierjährige Magisterstudien an den Fakultäten für Mathematik-Naturwissenschaften, Philologie und Geschichte und Kunsterziehung eingeführt, und die Schule änderte ihren Namen in die Pädagogische Hochschule (WSP) in Częstochowa. Die ersten Magisterdiplome wurden bereits 1977 von den Behörden der Hochschule vergeben.
Am 29. Januar 2001 verlieh die Zentrale Kommission für Grade und Titel der WSP das Recht, den wissenschaftlichen Grad eines Doktors zu verleihen. Der Fachbereich Philologie-Geschichte erhielt diesen in der Disziplin Geschichte. Im selben Jahr wurde im parlamentarischen Ausschuss für Bildung, Wissenschaft und Jugend ein Vorschlag zur Gründung der Częstochowa-Universität auf Basis der WSP und des Theologischen Instituts abgelehnt. Der Grund für die Ablehnung war der Mangel an qualifiziertem Personal. Ein Jahr später erwog das Bildungsministerium die Gründung einer Universität durch die Fusion der WSP und der Technischen Hochschule (TH) Częstochowa, jedoch wurde das Projekt aufgrund des Mangels an eindeutiger Erklärung seitens der TH abgebrochen.
Nach zahlreichen Debatten in der akademischen Gemeinschaft wurde festgestellt, dass Jan Długosz zum Zeitpunkt der Umwandlung der WSP in die UJD der beste Kandidat als Namensgeber der Universität ist. Die Figur des Chronisten ist mit der Region Częstochowa verbunden, wo er geboren wurde und später als Priester diente. Nach Vorstellung dieses Vorschlags entschied der Senat der WSP am 26. März 2003, Jan Długosz zum Namensgeber der Universität zu wählen.
Am 1. Oktober 2004 wurde die Pädagogische Hochschule in Częstochowa in die Jan Długosz Akademie in Częstochowa umgewandelt. Am 1. März 2016 gab es eine Änderung in der Struktur der Hochschule. Die Fakultät für Sozialwissenschaften fusionierte mit der Fakultät für Philologie und Geschichte. Die neue Einheit wurde Fakultät für Philologie und Geschichte genannt. Die Leitung der UJD erklärte diesen Schritt als notwendig, um eine starke Fakultät zu schaffen, die bald um neue Promotionsrechte bitten würde.
Die Bemühungen, den Namen der Hochschule in eine Universität zu ändern, wurden am 7. Mai 2018 mit der Unterzeichnung der Verordnung zur Änderung des Hochschulnamens durch den Minister für Wissenschaft und Hochschulwesen besiegelt. Seit dem 1. Juni 2018 trägt die Hochschule den Namen Jan Długosz Humanistisch-Naturwissenschaftliche Universität in Częstochowa. Am 1. Oktober 2019 erfolgte eine Änderung der Hochschulstruktur. Anstelle von 4 Fakultäten wurden 6 neue Einheiten geschaffen. Die Zuständigkeiten im Zusammenhang mit der Ausbildung von Personen, die einen wissenschaftlichen Grad anstreben, wurden von der Doktorschule übernommen.
Ein wichtiger Schritt in der Entwicklung der Hochschule war die Erlaubnis zur Einrichtung eines Medizinstudiengangs (Genehmigung des Ministers für Bildung und Wissenschaft vom 14. Juli 2022), was zur Durchführung der ersten Rekrutierung von Studierenden für das akademische Jahr 2022/2023 führte. Damit schloss sich die Universität einer kleinen Gruppe polnischer akademischer Zentren an, die die Ausbildung von Ärzten anbieten.
Aufgrund der im Juli 2022 (und später im Februar 2023 nach einer Berufung) angekündigten Bewertung erhielten die wissenschaftlichen Disziplinen hohe Bewertungen:
•	Geschichte - Kategorie A
•	Literaturwissenschaft - Kategorie A
•	Chemiewissenschaften - Kategorie A
•	Rechtswissenschaften - Kategorie A
•	Linguistik - Kategorie B+
•	Physikalische Wissenschaften - Kategorie B+
•	Sportwissenschaften - Kategorie B+
•	Gesundheitswissenschaften - Kategorie B+
•	Pädagogik - Kategorie B+
•	Musikwissenschaft - Kategorie A
•	Bildende Kunst und Kunstrestaurierung - Kategorie A
•	Philosophie - Kategorie B+
•	Sicherheitswissenschaften - Kategorie B+.
Die hervorragenden Ergebnisse in der Bewertung ermöglichten die Änderung des Hochschulnamens in Jan Długosz Universität in Częstochowa seit dem 1. Juni 2023. Die Universität bietet Studiengänge in fast 60 Fachrichtungen an.

## Fakultäten und Studiengänge

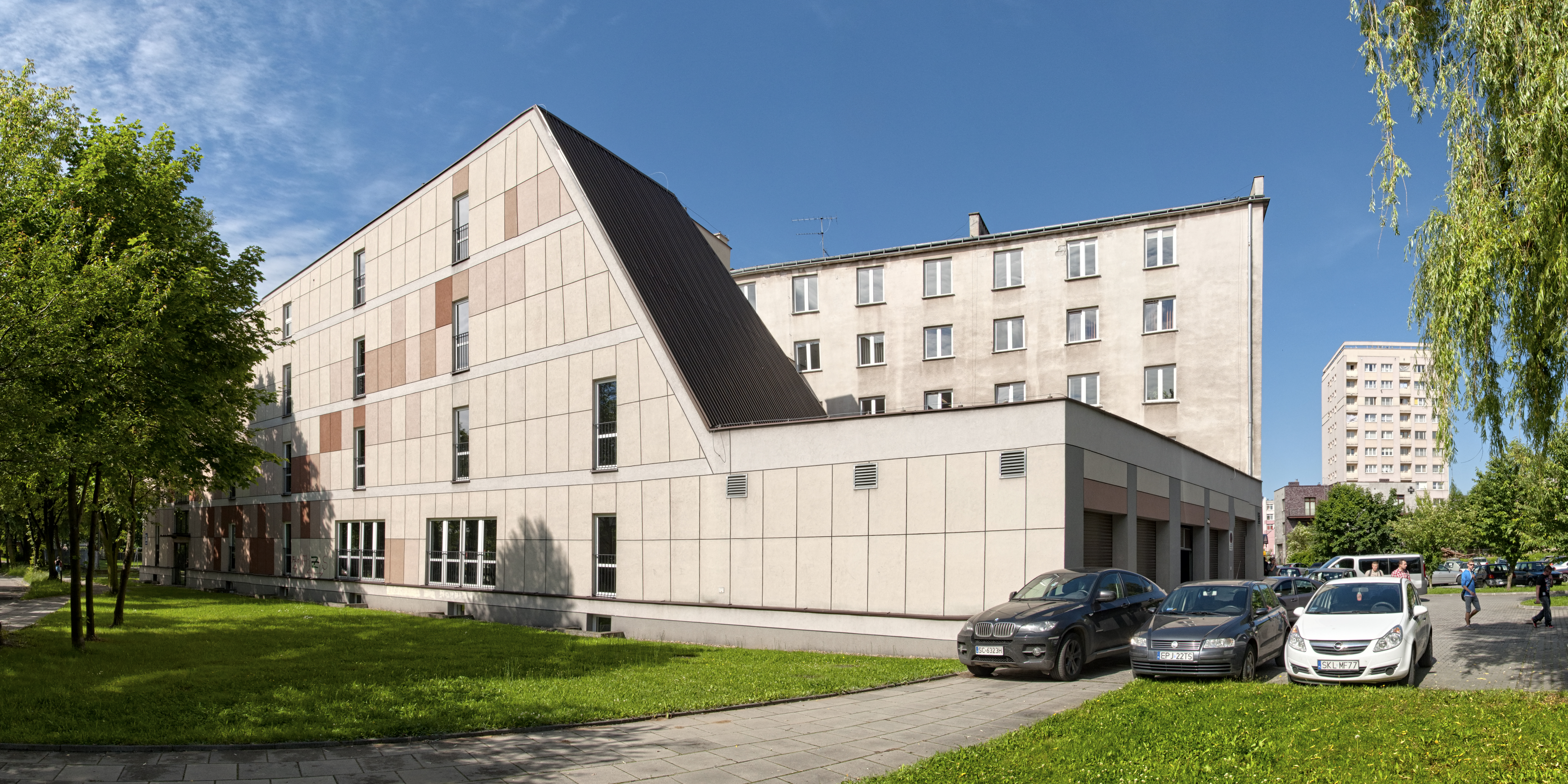
Hauptgebäude der Fakultät für Philologie und Geschichte

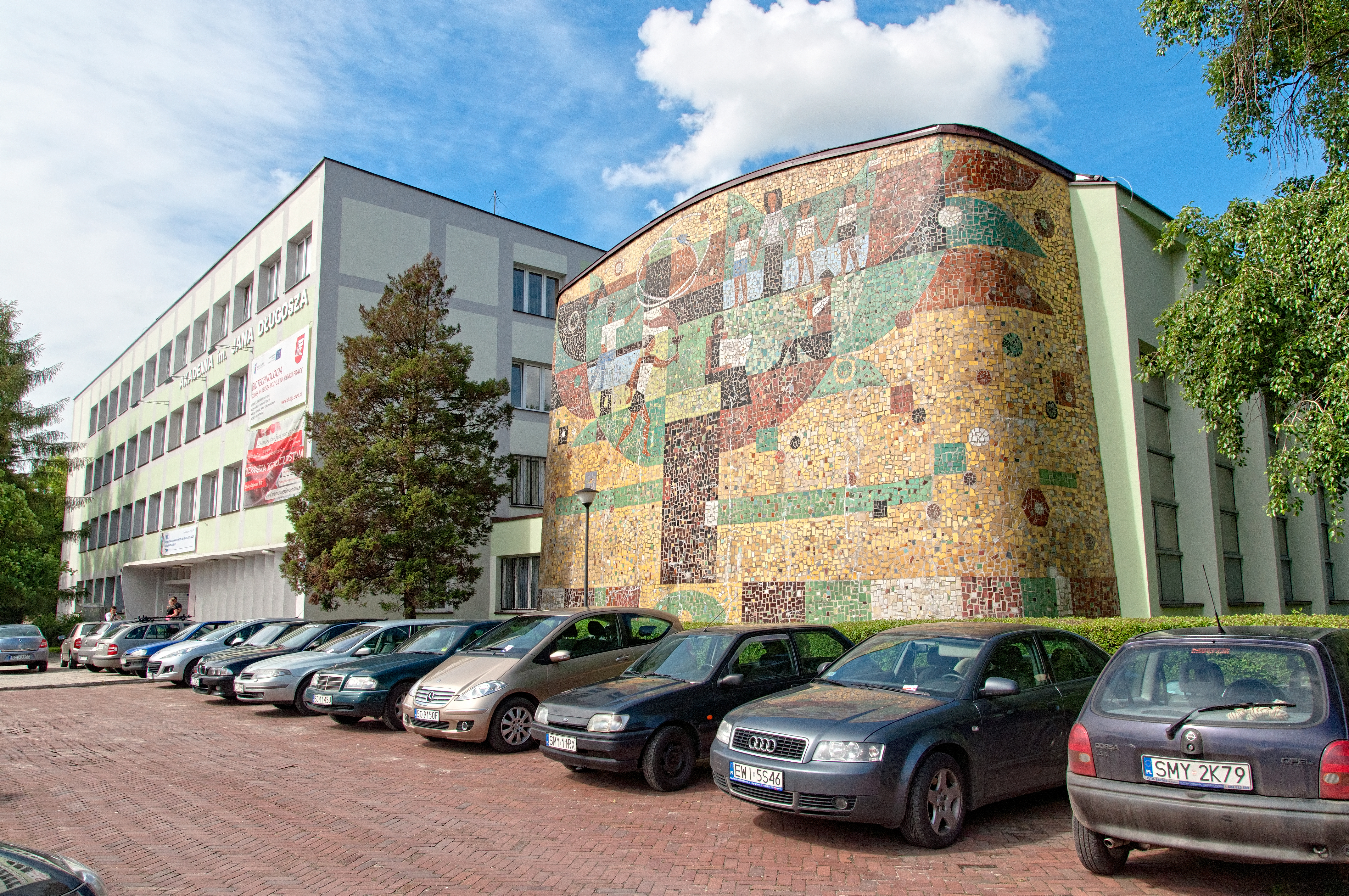
Hauptgebäude der Fakultät für Mathematik und Naturwissenschaften

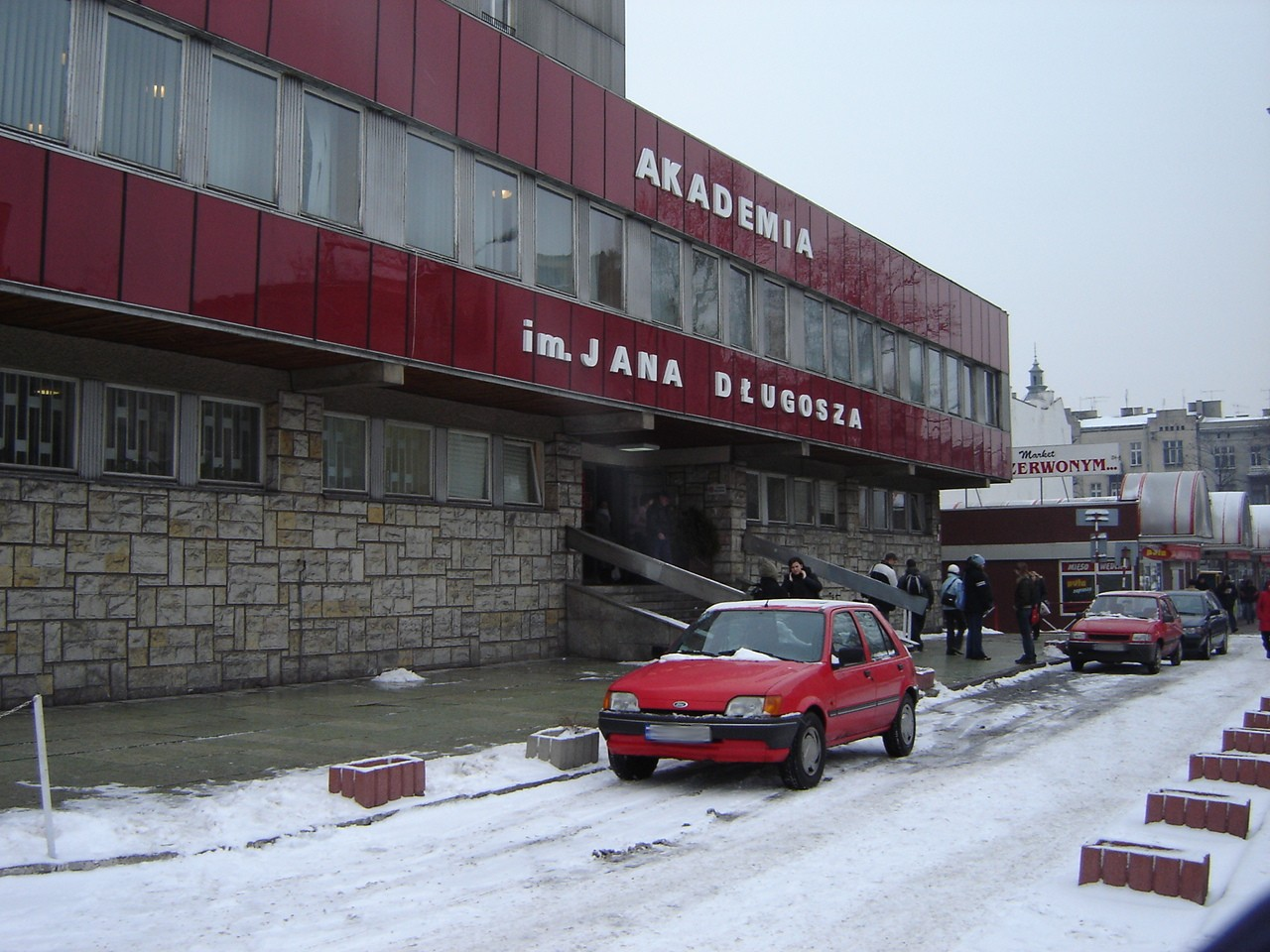
Hauptgebäude der Fakultät für Pädagogik

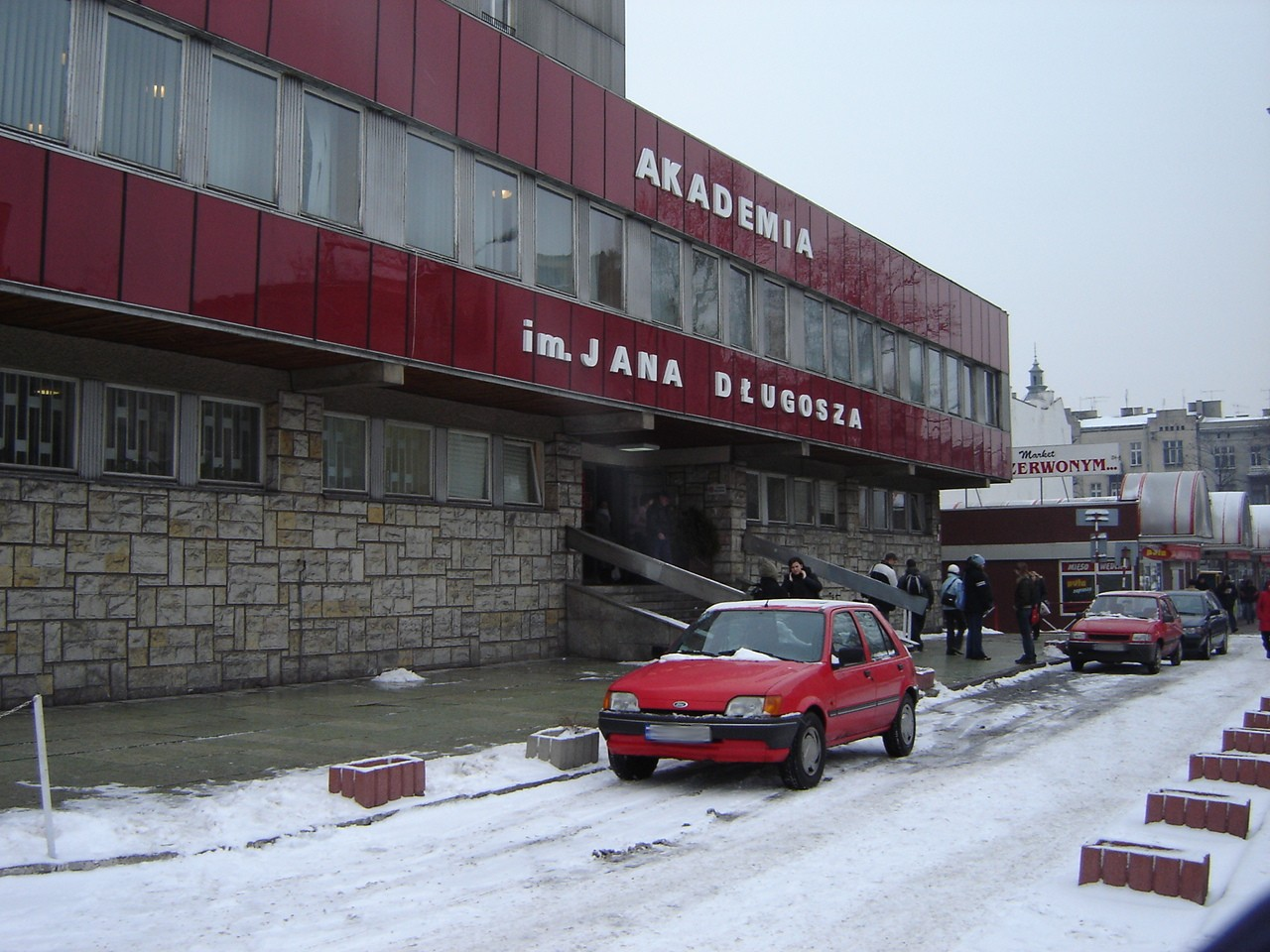
Hauptgebäude der Fakultät für Kunst

Die Hochschule gliedert sich heute in 6 Fakultäten:
- Fakultät der Geisteswissenschaften (Wydział Humanistyczny)
- Fakultät für Sozialwissenschaften (Wydział Nauk Społecznych)
- Fakultät für Rechts- und Wirtschaftswissenschaften (Wydział Prawa i Ekonomii)
- Fakultät für Naturwissenschaften und Technik (Wydział Nauk Ścisłych, Przyrodniczych i Technicznych)
- Fakultät für Kunst (Wydział Sztuki)
- Wladyslaw Bieganski Collegium Medicum

## Internationale Kooperationen
Es gibt unter anderem folgende bilaterale Verträge mit ausländischen Hochschulen:
- Europa-Universität Viadrina Frankfurt[2],
- Hochschule der Bundesagentur für Arbeit,
- Jan-Evangelista-Purkyně-Universität Ústí nad Labem[3],
- Kansas State University,
- Katholische Universität Ružomberok[4],
- Lettische Universität für Biowissenschaften und Technologie,
- Nationale Akademie der Wissenschaften der Ukraine,
- Nationale Iwan-Franko-Universität Lwiw[5],
- Nationale Jurij-Fedkowytsch-Universität Czernowitz,
- Ostroger Akademie[6],
- Palacký-Universität Olmütz[7],
- Universität Ariel in Samarien,
- Universität Koblenz-Landau[8],
- Universität Žilina,
- Universität Osnabrück[9],
- Universität Ostrava[10],
- Université du Maine[11],
- Uralische Föderale Universität,
- Wright State University.

## Ehrendoktoren
- Heinrich Alt
- Christian von Bar
- Henryk Samsonowicz

## Bekannte Absolventen
- Andrzej Biernat
- Jakub Błaszczykowski
- Ewa Brych-Pająk
- Maciej Ganczar
- Andrzej Przybylski
- Jadwiga Wiśniewska

## Galerie

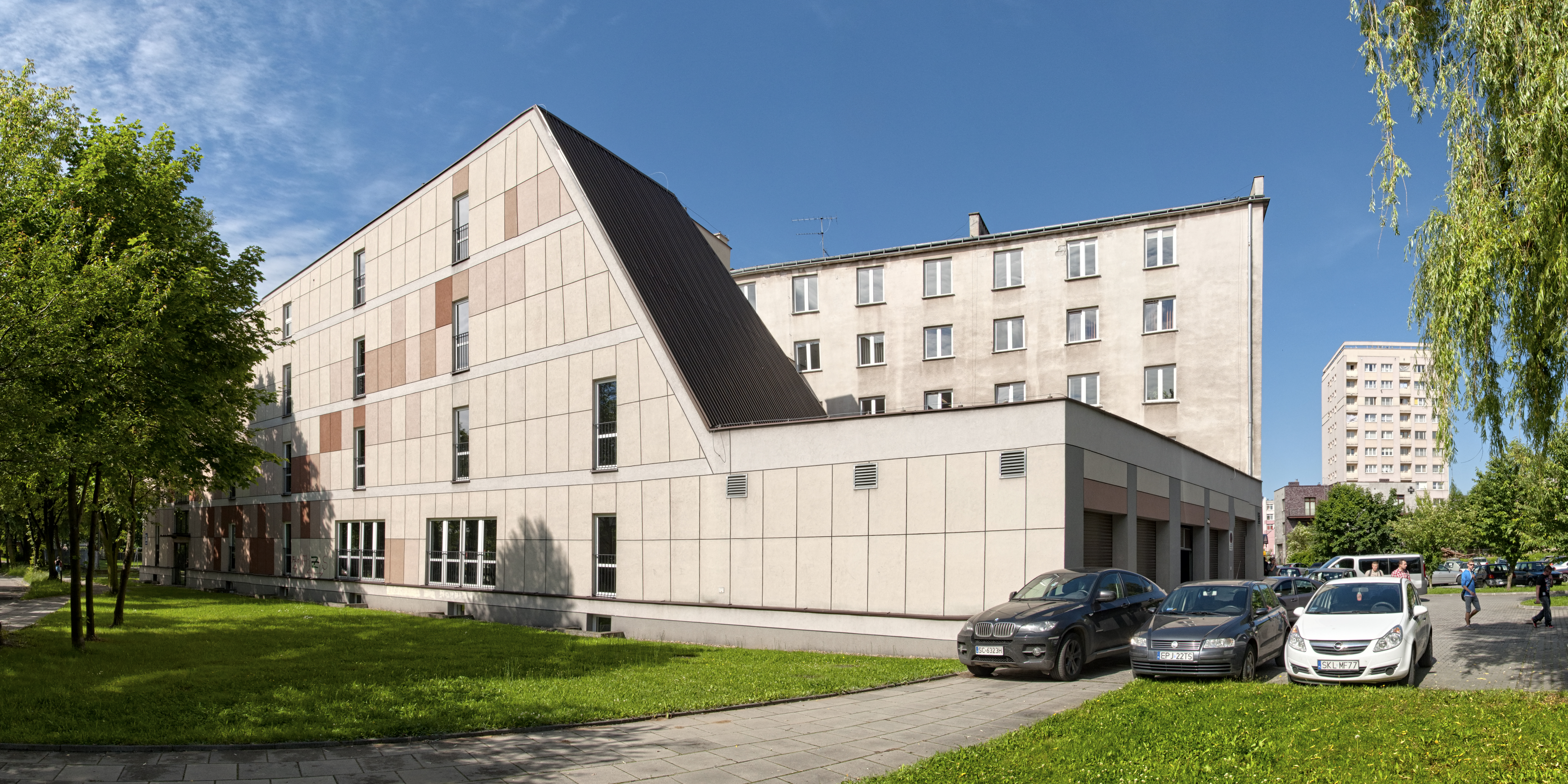
Fakultät für Philologie und Geschichte
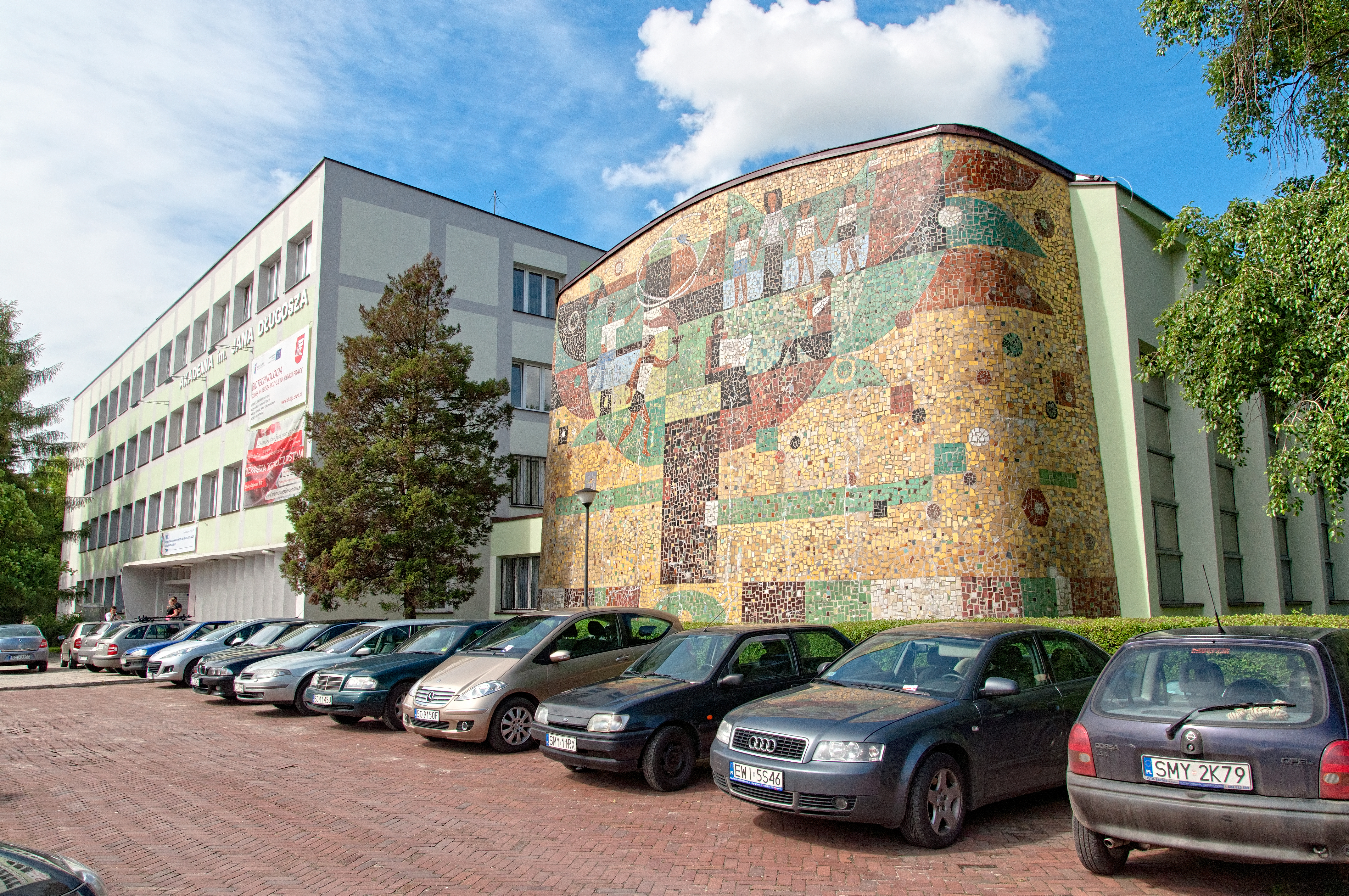
Fakultät für Mathematik und Naturwissenschaften
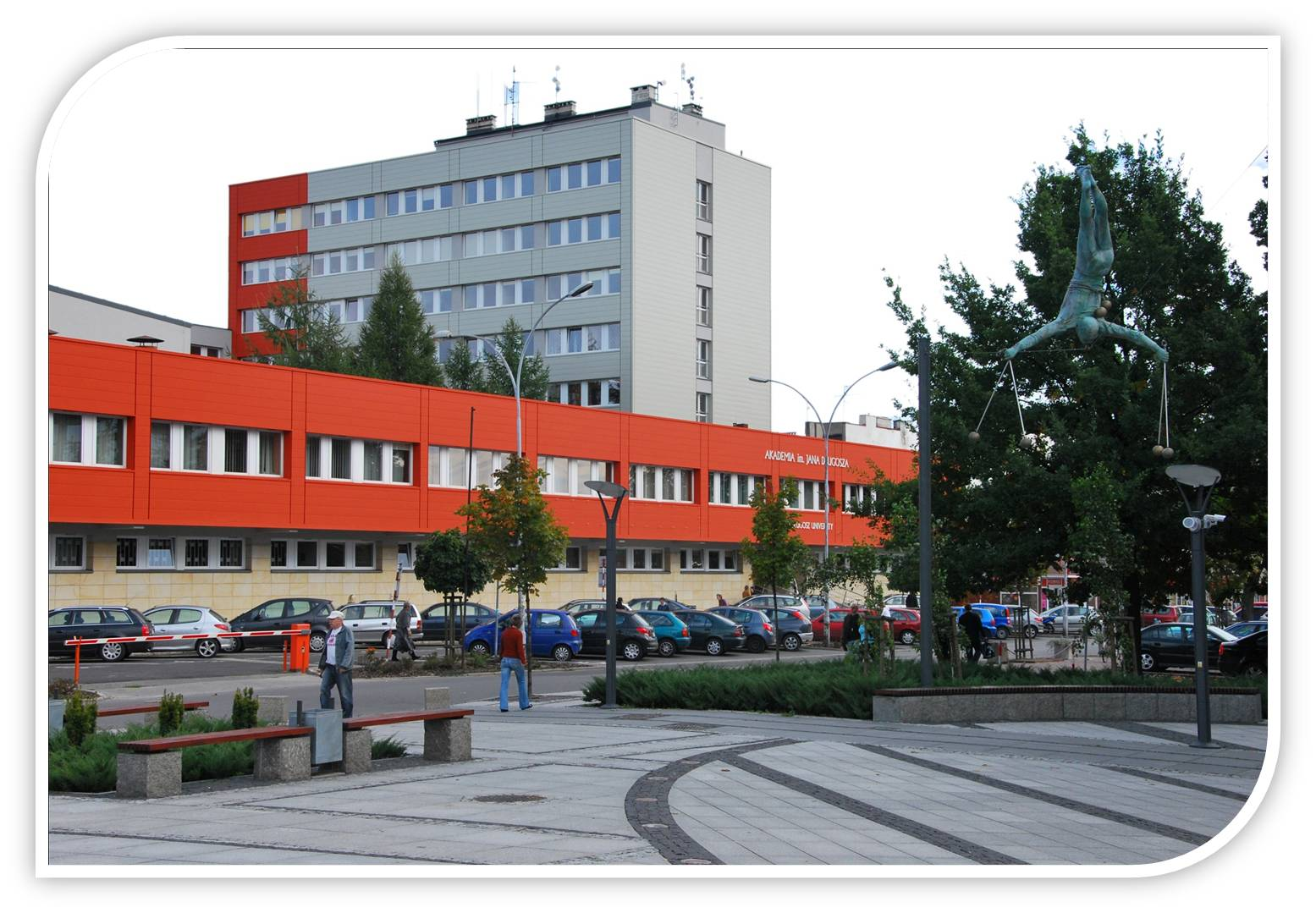
Fakultät für Pädagogik
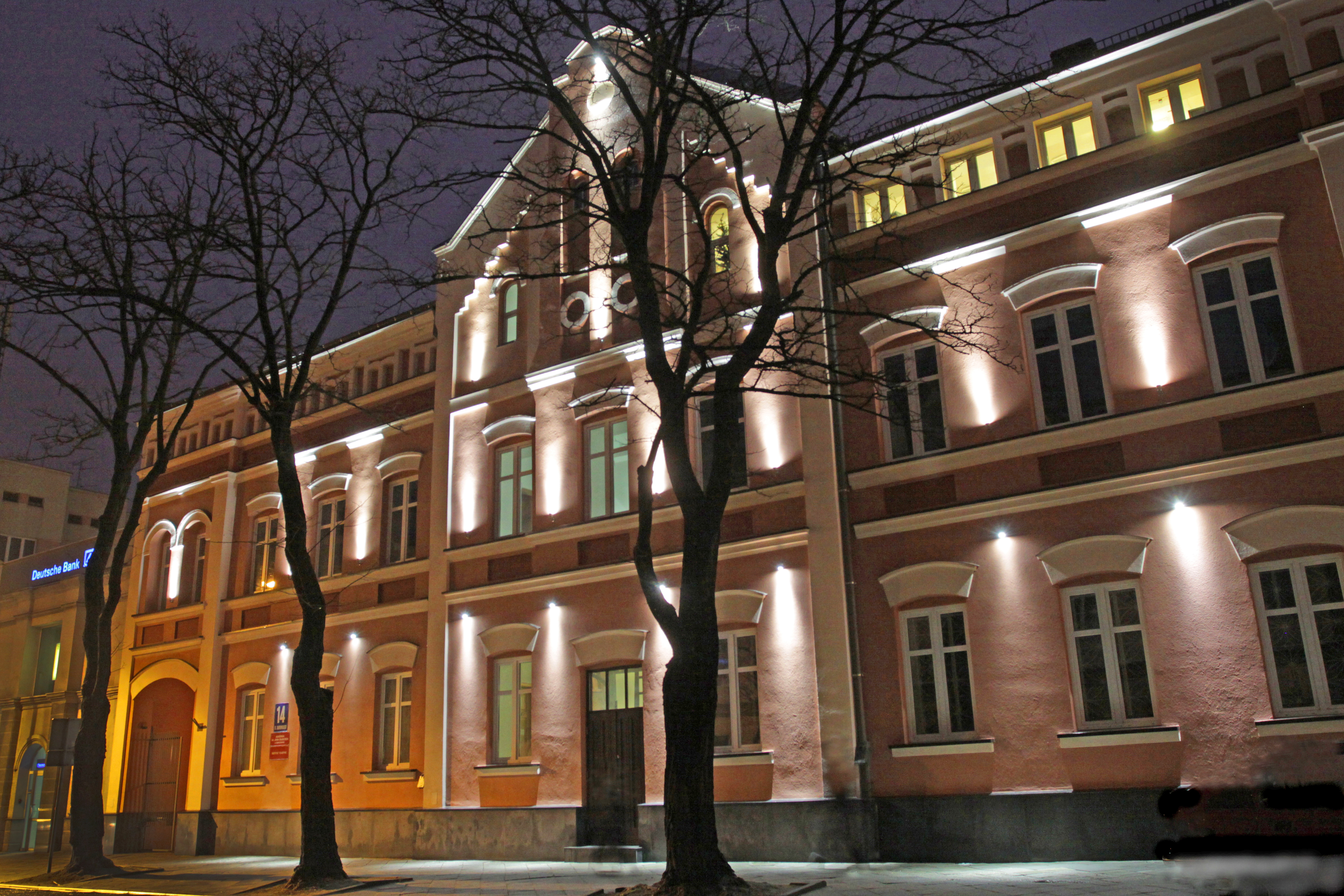
Fakultät für Kunst